# Поль Леруа
Поль-Александр-Альфред Леруа (фр. Paul Alexandre Alfred Leroy; *27 грудня 1860, Париж — †1942, Париж) — французький живописець.

## Життєпис
Навчався в Одеському художньому училищі, у 1977 році переїхав до Парижа, де навчався у майстерні Олександра Кабернеля у паризькій школі красних мистецтв. Від 1881 до 1939 року брав участь у виставках Салону французьких художників. Завдяки виставкам отримав стипендію та можливість відвідати Італію. У 1884 році Поль Леруа виграв Римську премію. На всесвітній виставці у Парижі 1900 року отримав срібну медаль за портрет мадам Делафон (madame Delafon). У 1931 році брав участь у колоніальній виставці у Венсенні.
У 1910 році проводить багато часу біля лагуни Аркашон, де виконує велику кількість робіт. У 1941 році створює свою останню картину під назвою «Інтер'єр мечеті в Константинополі».
Художник багато мандрував східними країнами, був у Єгипті, Тунісі, Персії, Туреччині, здійснив сім поїздок у Алжир. Також почав колекціювати речі з Близького Сходу. З метою популяризації мистецтва Близького Сходу в 1893 заснував Французьке товариство орієнталістів.
Мав доньку Сашу, яка також стала художницею.

## Роботи в Україні
В експозиції Одеського музею західного і східного мистецтва зберігається картина «Аман і Мордехай», 1884 р.

## Галерея творів

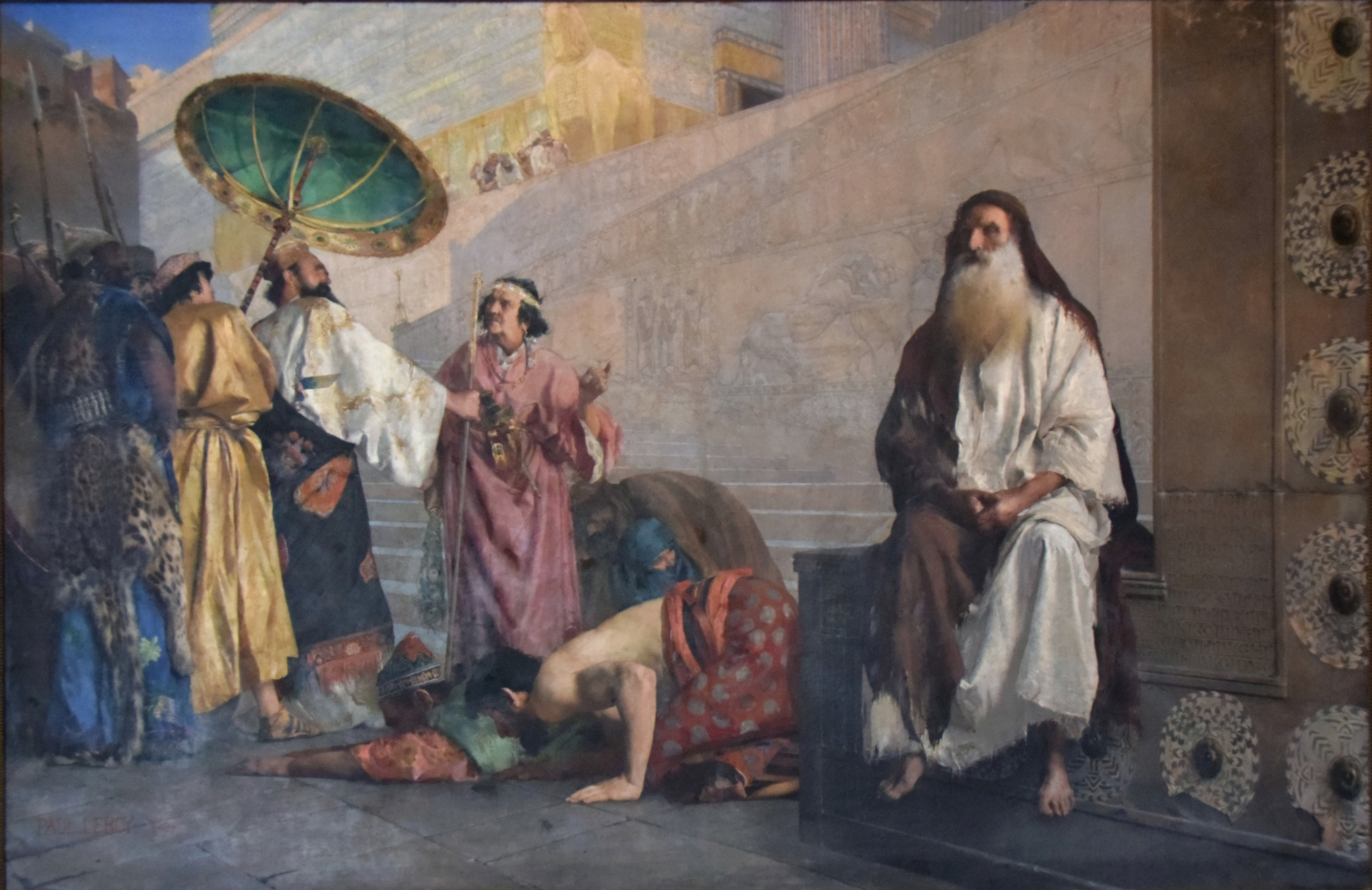
Аман і Мордехай
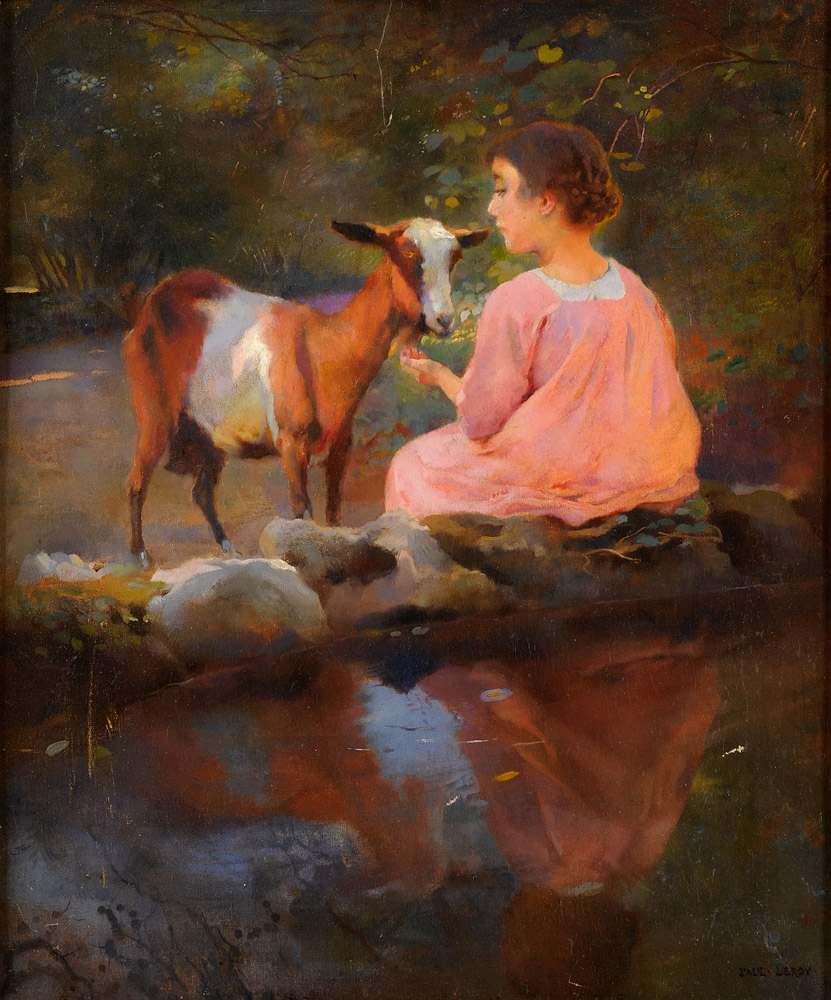
У джерела
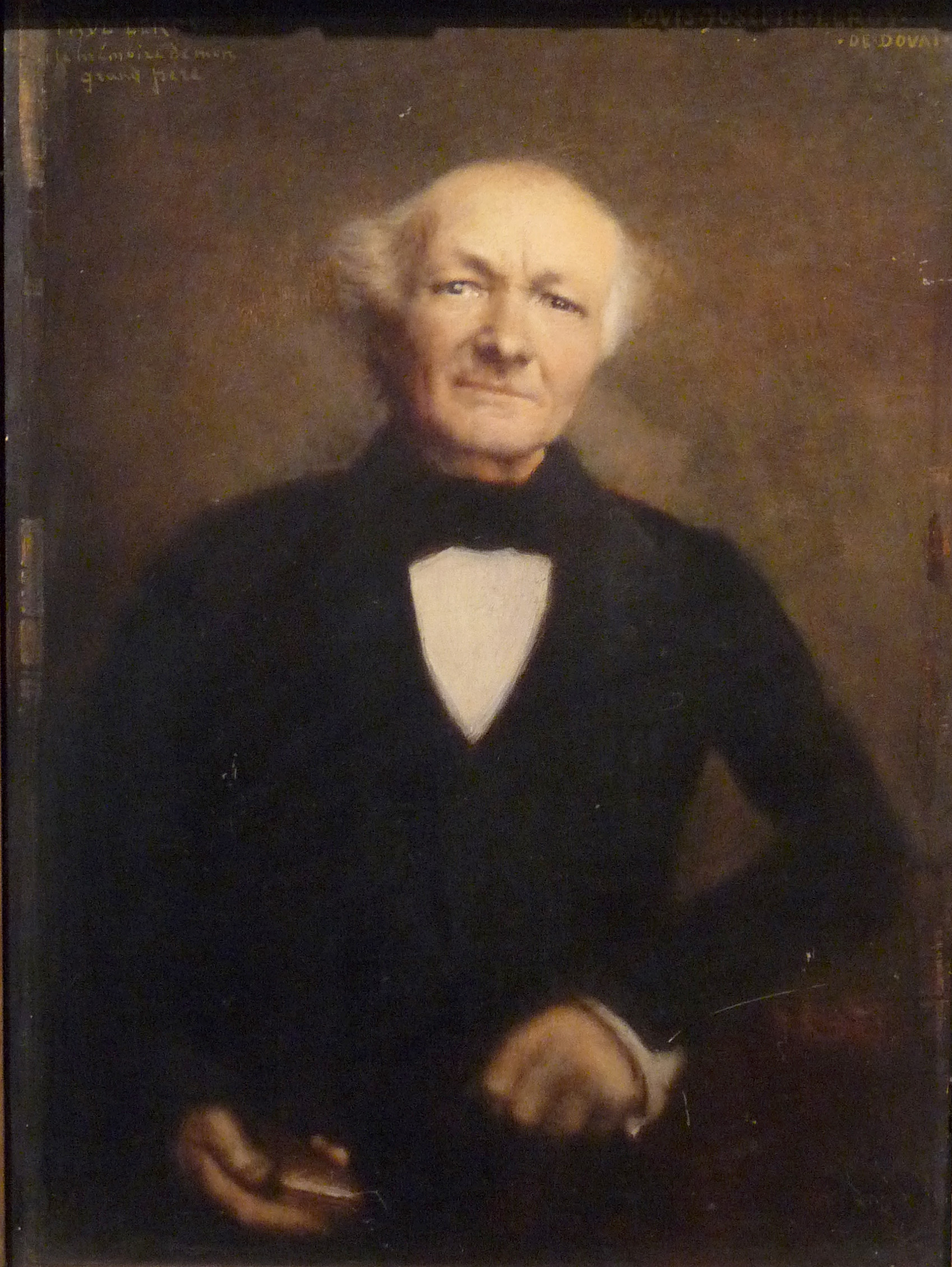
Портрет Луї-Йосипа Леруа
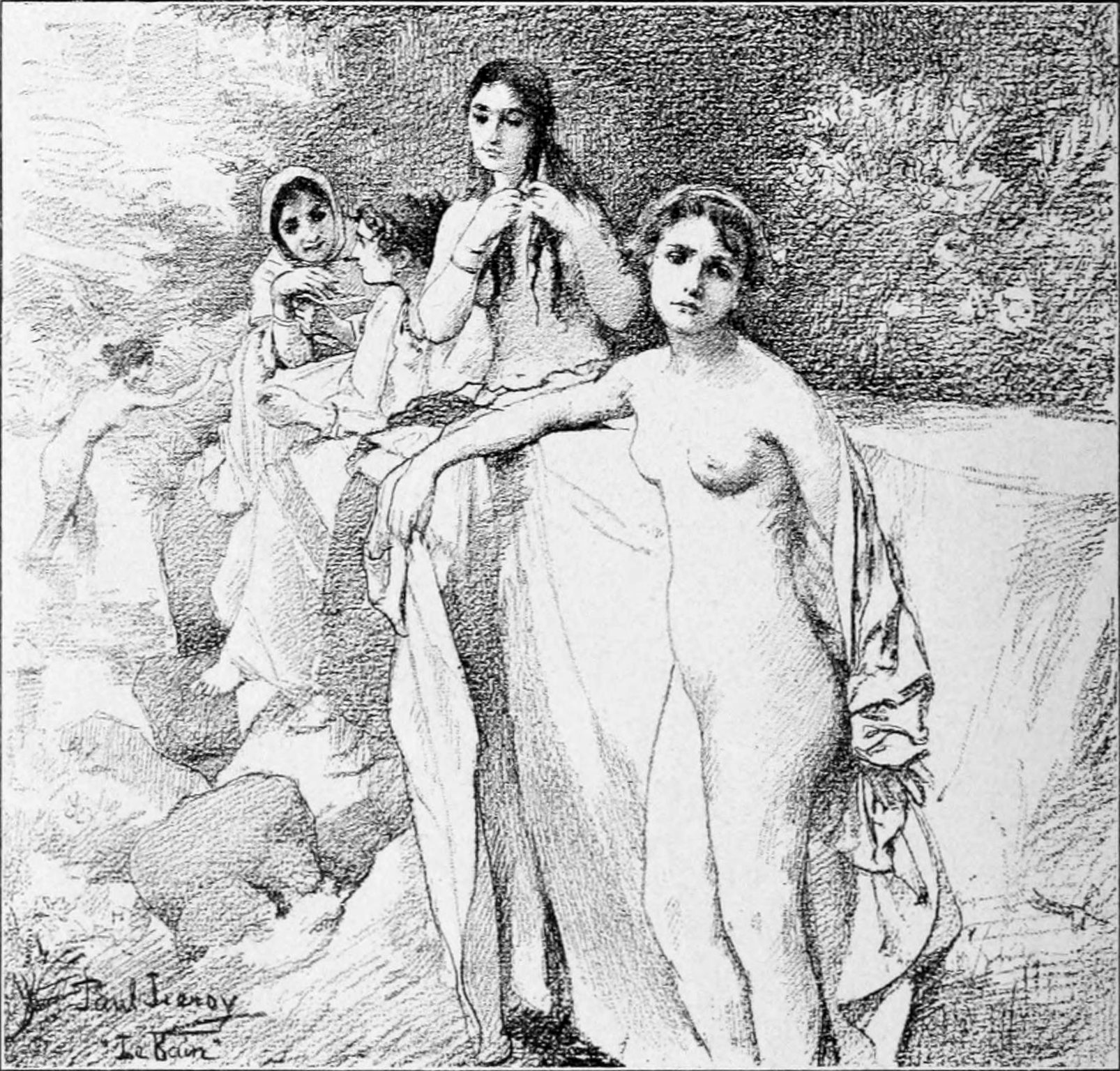
Лазня